# 小行星2888
小行星2888（2888 Hodgson）是一颗围绕太阳公转的小行星。1982年10月13日，愛德華·鮑威爾在可可尼诺县发现了此天体。
該小行星以美國天文學家理查德·G·霍奇森（Richard G. Hodgson）命名。
这颗小行星的绝对星等为78.99078等。